# Großsteingrab Ådyssegård 1
Das Großsteingrab Ådyssegård 1 war eine megalithische Grabanlage der jungsteinzeitlichen Nordgruppe der Trichterbecherkultur im Kirchspiel Vejby in der dänischen Kommune Gribskov. Es wurde im 19. Jahrhundert zerstört.

## Lage
Das Grab lag östlich von Ådyssegård auf einem Feld. In der näheren Umgebung gab es mehrere weitere megalithische Grabanlagen. Nur rund 80 m südlich befand sich das Großsteingrab Ådyssegård 2. Etwa 300 m südöstlich lag das Großsteingrab Unnerupgård. Etwa 650 m östlich befand sich das Großsteingrab Fladhøjgård.

## Forschungsgeschichte
In den Jahren 1886 und 1937 führten Mitarbeiter des Dänischen Nationalmuseums Dokumentationen der Fundstelle durch. Dabei konnten keine baulichen Überreste mehr festgestellt werden. Der ehemalige Besitzer des Hofs konnte aber noch Angaben zu dem Grabbau machen.

## Beschreibung
Die Anlage dürfte ursprünglich eine Hügelschüttung besessen haben, über die aber nichts näheres bekannt ist. Die Grabkammer war ost-westlich orientiert und ist als Urdolmen anzusprechen. Ihre genauen Maße sind nicht überliefert. Sie bestand aus zwei Wandsteinen an den Langseiten, einem Abschlussstein an der westlichen Schmalseite und einem Deckstein. Die Ostseite war offen. Gemäß dem ehemaligen Hofbesitzer wies die Anlage eine mehrschichtige Verfüllung aus Sand, Erde und einem torfähnlichen Material auf.